# دافيد تومبلتون
دافيد تومبلتون (بالإنجليزية: David Templeton)‏ (7 يناير 1989 بغلاسكو في المملكة المتحدة - ) هو لاعب كرة قدم بريطاني في مركز جناح ‏. شارك مع منتخب اسكتلندا تحت 19 سنة لكرة القدم ومنتخب اسكتلندا تحت 21 سنة لكرة القدم. أما مع النوادي، فقد لعب مع ريث روفرز ونادي رينجرز وهارت أوف ميدلوثيان ونادي ستنهاوسموير.

## وصلات خارجية
- دافيد تومبلتون على موقع الاتحاد الأوربي (الإنجليزية)
- دافيد تومبلتون على موقع قاعدة بيانات كرة القدم.إي يو (الإنجليزية)
- دافيد تومبلتون على موقع Soccerbase.com (لاعب) (الإنجليزية)
- دافيد تومبلتون على موقع Soccerway.com (الإنجليزية)
- دافيد تومبلتون على موقع عالم كرة القدم.نت (الإنجليزية)